# Кунстхалле Швайнфурта
Кунстхалле в Швайнфурте (нем. Kunsthalle Schweinfurt) — художественная галерея в районе Альтштадт города Швайнфурт (Нижняя Франкония), открытая в мае 2009 года в здании, построенном в 1931—1933 годах по проекту архитектора Родериха Фика как крытый бассейн; затем здание было подарено городу; сегодня музей является специализированным институтом о немецком искусстве, создававшимся после 1945 года: произведения современного искусства представлены как в постоянной экспозиции, так и на временных выставках.

## История и описание

### Здание
Кунстхалле Швайнфурта расположен на границе старого города и квартала Грюндерзайт в районе Иннерштадт. Кунстхалле расположен почти непосредственно на месте бывшей городской стены — на западном земляном валу — в парке Шатодён (Châteaudun-Park), где сегодня расположены как общественный парк «Parkgarage Kunsthalle», так и театр Швайнфурта.
Архитектор Родерих Фик (1886—1955), чей зять являлся главным архитектором города Швайнфурт, считался одним из любимых архитекторов Адольфа Гитлера: он участвовал в планировании резиденций фюрера и расширении города Линц (см. «Jugendstadt des Führers»). Идея использования крытого бассейна, построенного по проекту Фика в межвоенный период, возникла у мэра Швайнфурта Гудруна Гризера — поскольку помещение удачно вписывалось в требования к выставочным помещениям. При обсуждении проекта вспомнили и слова, сказанные на открытии бассейна в 1933 году, когда предприниматель Эрнст Сакс, финансировавший строительство, сказал, что «здание не похоже на крытый бассейн, а скорее напоминает зал, в котором проводятся художественные выставки» — на что сам Фик ответил, что так и задумывалось.
В итоге, в период с 2007 по 2009 год в здании проводились ремонтные работы и реконструкция по проекту профессора Хартвига Шнайдера (Hartwig N. Schneider) — и в мае 2009 года прошла церемония открытия новой галереи, сохранивший исторический внешний вид бывшего бассейна (включая картуш над главным входом с надписью «Ernst-Sachs-Bad»). Теперь двухэтажный музейное здание имеет общую выставочную площадь в 2200 м²; в нём разместились экспонаты из трёх коллекций: городского художественного собрания, экспонаты местного художественного союза «Kunstverein Schweinfurt» и коллекция «Sammlung Joseph Hierling». Постоянная экспозиция дополняется временными выставками произведений современного искусства.
Центральным элементом Кунстхалле является бывший бассейн на первом этаже — сегодня это зал с выставочной площадью в 500 м² и высотой потолков в 11 метров. Хорошо сохранившийся кусок земляного укрепления и городской стены, открытые при реконструкции, были «встроены» в выставочный зал. Двор Кунстхалле находится в свободном доступе для посетителей все летние месяцы. Четыре временные выставки в год проходят как в большом зале, так и в подвале под внутренним двором: так с мая по октябрь 2013 года в Кунстхалле проходила баварская земельная выставка «Main und Meer».

### Коллекция
Городская коллекция специализируется на работах региональных художников или авторов, тесно связанных с Франконией: к ним относятся кельнский художник и график Георг Мейстерманн (1911—1990), художник-информалист Конрад Вестпфаль (1891—1976), а также — скульптор Фриц Кёниг. Уже в 1980-х годах городские власти активно собирали и выставляли представителей немецких художественных течений послевоенного периода, таких как «Quadriga», «ZEN 49», «Young West» и «SPUR». Сегодня акцент делается и на международном современном искусстве.
Коллекция «Sammlung Joseph Hierling» специализируется на работах, вдохновлённых экспрессионизмом: это около 350 картин, созданных немецкими авторами в период между двумя мировыми войнами. Десятилетнее соглашение между собственниками собрания и городом Швайнфурт истекло в 2018 году, и, к удивлению самого владельца, город не захотел его продлевать. Хотя на открытии Кунстхалле было подчеркнуто, что коллекция позволяет показать связь между работами XIX века и произведениями послевоенного искусства, новый директор Андреа Брандл (Andrea Brandl) подчеркнула, что посетители не понимали эту связь.
После ремонта залов и специальной выставки фотографической коллекции «Sammlung Gunter Sachs», кунстхалле повторно открылся 13 июля 2019 года сменив выставочную концепцию: Брандл хочет сделать зал более интернациональным. Вместо немецкого искусства новая постоянная выставка «Искусство после 1945 года» будет демонстрироваться сразу на двух этажах.

### Художественное объединение
Художественное объединение «Kunstverein Schweinfurt e. V.» является спонсором ассоциации всех муниципальных музеев и галерей Швайнфурта. В своих помещения, в так называемом «Художественном салоне» (Kunstsalong) на верхнем этаже, оно устраивает тематические дополнения к выставкам в Кунстхалле — а также и показы работ участников союза. Одновременно объединение спонсирует проведение выставок, приобретение произведений искусства и печать выставочных каталогов.